# Siralom
A siralom a himnusz egyik válfaja, más néven planctus. Olyan lírai műfaj, melyben Szűz Mária szenvedéseiről, érzéseiről értesülünk, amit Jézus keresztre feszítésekor érzett (Fájdalmas Szűzanya).
Leghíresebb Jacopone da Todi Himnusz a fájdalmas anyáról (Stabat Mater) című műve, mely a 13. században keletkezett, illetve magyar viszonylatban az Ómagyar Mária-siralom (1300 körül).